# Sphenomorphus yersini
Sphenomorphus yersini — вид сцинкоподібних ящірок родини сцинкових (Scincidae). Ендемік В'єтнаму.

## Поширення й екологія
Sphenomorphus yersini відомі з типової місцевості, що лежить у провінції Кханьхоа в Центральному В'єтнамі.